# Depresión de Turfán
La depresión de Turfán (en chino, 吐魯番盆地; pinyin, Tǔlǔfán Péndì; uigur: تۇرپان ئويمانلىغى, uigur latino: Turpan Oymanliği) es una falla geológica en Sinkiang, en el oeste de China, al este del extremo oriental de la cadena de Tian Shan, unos 150 km de Urumchi. Desciende hasta 154,5 metros bajo el nivel de mar, siendo el 2º punto más bajo del planeta, después del mar Muerto, también en Asia.

## Geología y relieve
La cuenca tiene unos 50 000 km². Las cadenas montañosas circundantes son: Tian Shan, al oeste; Bogedu Shan, al norte; Haerlike Shan, al noreste; y Jueluotage Shan (o Quru Tagh, en uigur), al sur. Más allá de estas montañas está la región de Zungaria (Junggar Pendi, en chino), al norte, y la cuenca del Tarim, al sur.
La cuenca se formó en una zona árida durante el Pérmico tardío debido al movimiento del cratón europeo oriental y al de Angará. Subsecuentemente fue deformado por la colisión de las placas tectónicas índica y eurasiática en el Cenozoico. Una deformación más reciente formó, en el centro de la cuenca, una cadena de este a oeste, las montañas Llameantes. Estas montañas tienen 98 km de longitud y 9 km de ancho; su mayor elevación es de 831,7 m sobre el nivel de mar. También en el centro, en su parte más baja, está el ahora totalmente seco lago Aidingkol [Luz de Luna].

## Clima
La depresión de Turfán tiene un clima continental árido y cálido con una temperatura máxima 39,7 °C en julio y de -2,2 en enero (promedios). La precipitación anual promedio es menor a 2 cm (datos de la Red Global Histórica de Climatología, recolectados entre 1951 y 1990 en el lugar). En contraste, la evaporación potencial anual alcanza los 3 m. A causa de esto, el área es a veces considerada como uno de los Hornos de China.

## Vegetación y agricultura
En las playas del citado lago Aidingkol crecen carrizos, tamariscos, saxaules (género Haloxylon), así como otras plantas arbustivas herbáceas. Lejos de las fuentes de agua no hay vegetación, por lo tanto, la agricultura está limitada a los oasis y depende de un sofisticado sistema de irrigación conocido como Sistema Karez (ver foto). El agua llega de las montañas circundantes, en particular del deshielo anual. El sistema consiste de pozos, tuberías subterráneas, canales y pequeñas presas, que utilizan el declive natural de terreno. El registro histórico del sistema se remonta a la dinastía Han. La longitud total de los canales es de unos 5000 km. Este sistema es considerado uno de los tres grandes proyectos de la China antigua junto con la Gran Muralla y el Gran Canal. A causa del calor y aridez, las frutas aquí cultivadas tienen una gran concentración de azúcar. Esta frutas incluyen: moras, melocotones, duraznos, manzanas, granadas, peras, higos, nueces, uvas, sandías y melones. Entre las frutas, destaca la uva, que tiene más de 100 variedades y aporta el 90 % de la cosecha china de uva sin semilla. Otra especialidad de la región es el algodón de fibra larga.

## Historia
La vieja ciudad de Gaochang fue un punto clave de la antigua ruta de la seda y data del siglo I a. C. Fue incendiada en guerras en el siglo XIV. En el valle Mutou de las montañas Flameantes se localizan las cuevas de Bezeklik, unos 48 km al noreste de la ciudad de Turfán. El clima desértico ha favorecido la conservación del contenido de las tumbas de Astana-Karakhoja, localizadas a unos 6 km de la vieja ciudad de Gaochang. Fueron utilizadas para enterrar a nobles, oficiales, y otras personas en tiempos de la dinastía Jin hasta la mitad de la dinastía Tang.

## Galería

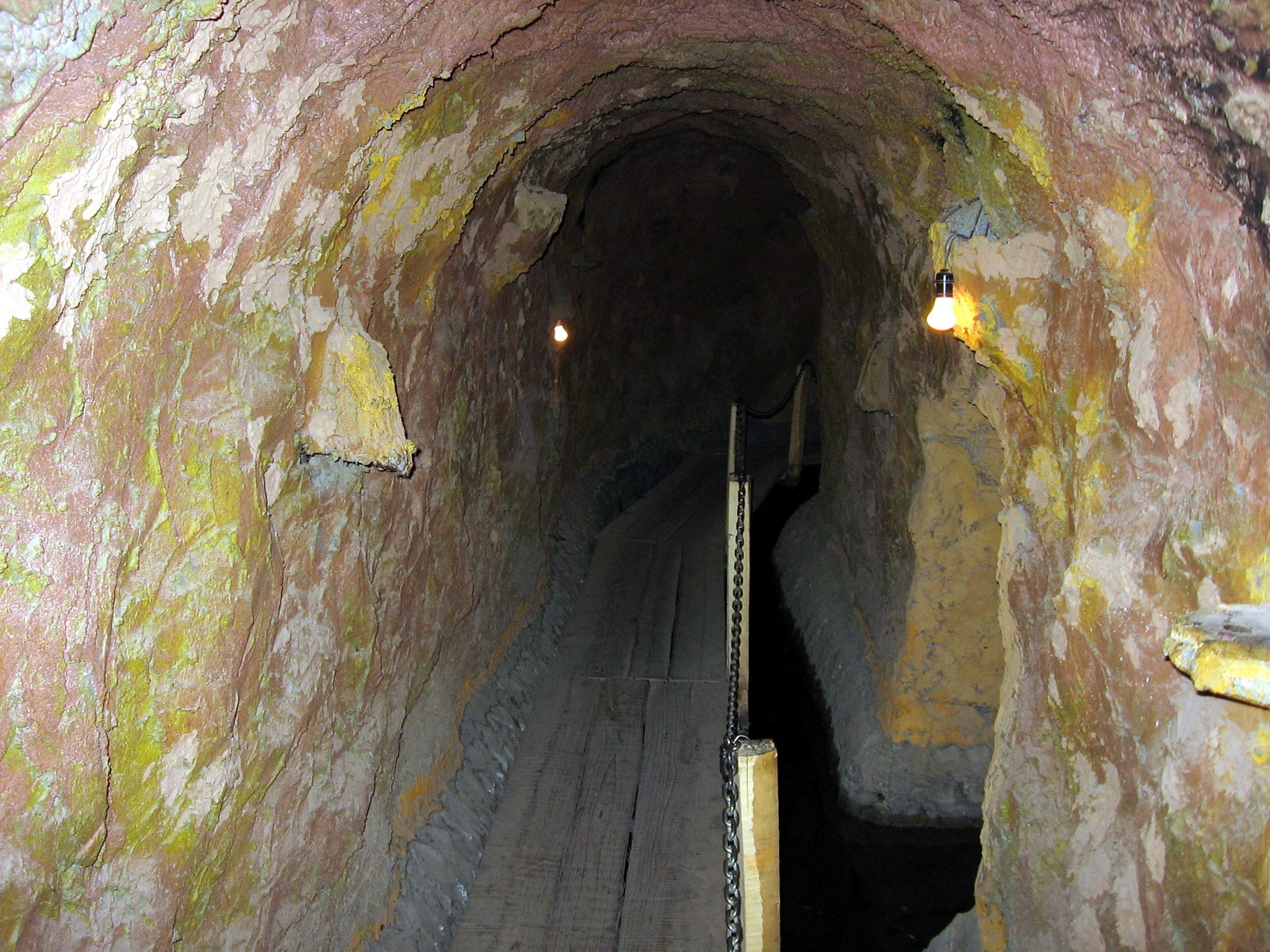
La Galería Karez cerca de Turfán
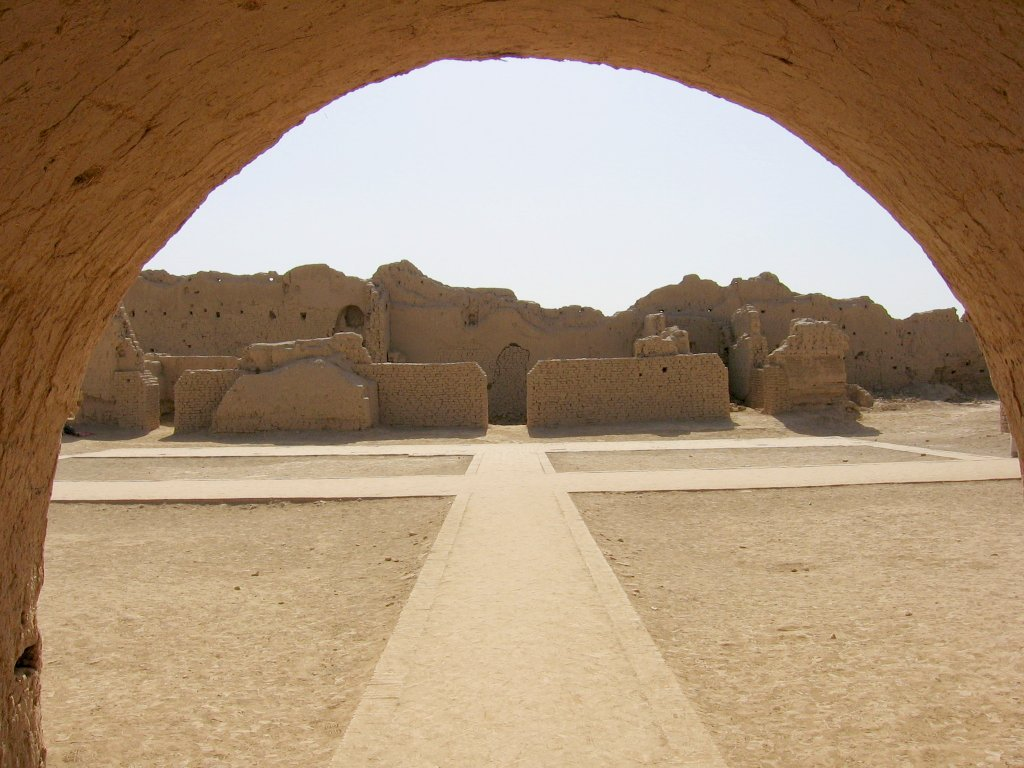
Ruinas de Gaochang
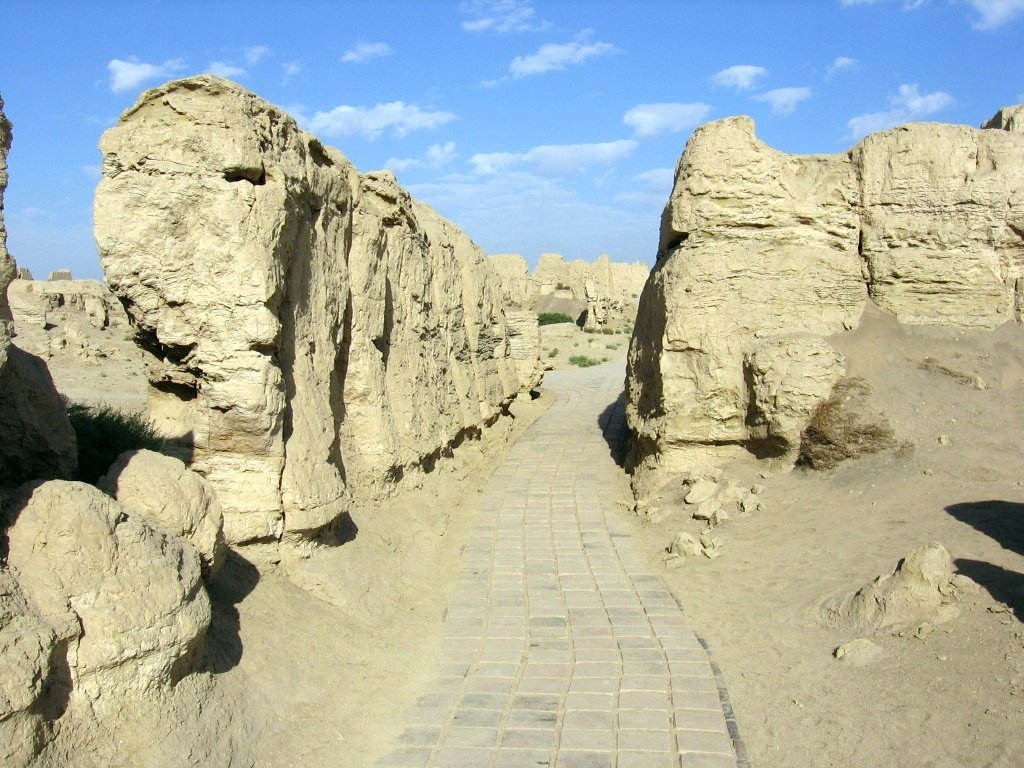
Ruinas de la antigua ciudad de Jiaohe
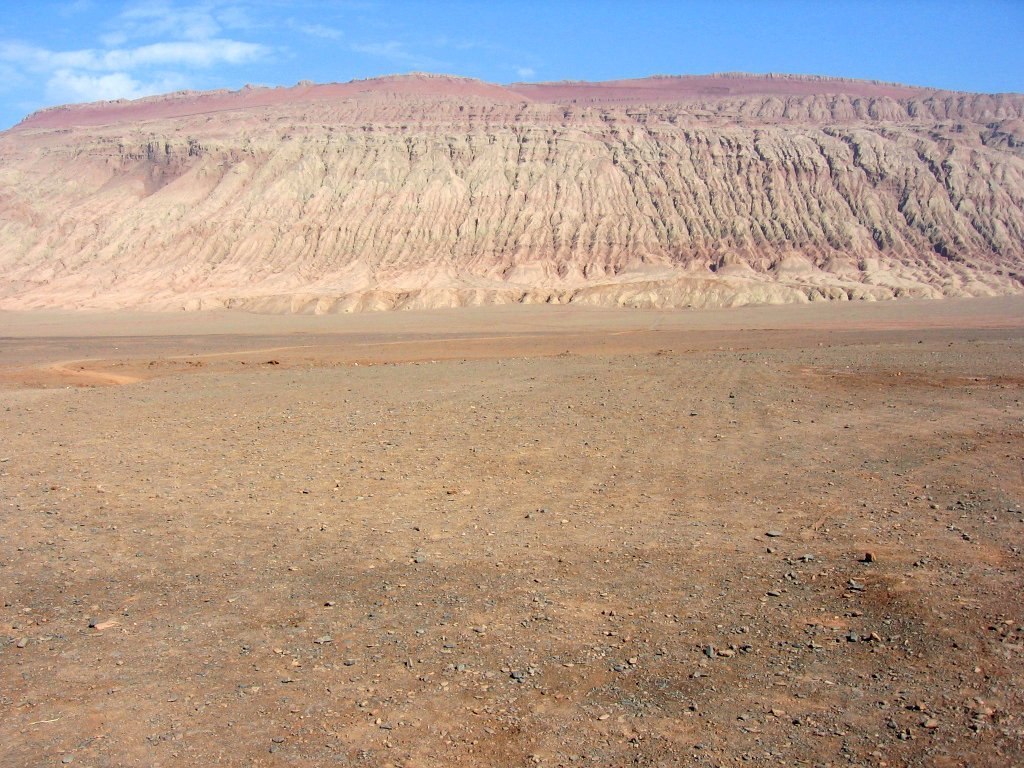
Vista de las montañas Flameantes